# Zachęta Narodowa Galeria Sztuki
Zachęta – Narodowa Galeria Sztuki – galeria sztuki w Warszawie, narodowa instytucja kultury. Misją Zachęty jest prezentacja i promocja sztuki współczesnej. Galeria organizuje wystawy indywidualne i zbiorowe artystów polskich i zagranicznych oraz wystawy problemowe.

## Budynek
W lutym 1862 Towarzystwo Zachęty Sztuk Pięknych ogłosiło pierwszy konkurs na projekt gmachu wystawienniczego. Ponieważ nie zgromadzono ani odpowiednich funduszy, ani odpowiedniej działki, projekt nie został zrealizowany. Po otrzymaniu w 1894 od magistratu Warszawy działki u zbiegu ulicy Królewskiej i placu Ewangelickiego ogłoszono trzeci konkurs. Zwycięzcą został Stefan Szyller, twórca między innymi gmachu głównego Politechniki Warszawskiej. Projekt przewidywał wzniesienie gmachu w stylu renesansowym o dwóch kondygnacjach.
Przed rozpoczęciem realizacji Towarzystwo uzyskało prawa do większej działki, dzięki zapisowi właścicielki kamienicy przy ulicy Królewskiej 17 Ludwiki z Lindów Góreckiej. W związku z tym ogłoszono czwarty, zamknięty konkurs na budowę większego gmachu. Ponownie wygrał go Szyller z projektem zakładającym budowę czteroskrzydłowego gmachu złożonego z kilku części: budynku frontowego, skrzydeł bocznych i galerii z tyłu gmachu. Gmach w stylu akademickiego renesansu włoskiego z elementami klasycystycznymi ozdobiły dekoracje Zygmunta Otto. Budowę rozpoczęto we wrześniu 1898, a oficjalne otwarcie budynku frontowego nastąpiło 15 grudnia 1900. W dniu 15 października 1903 nastąpiło otwarcie południowego skrzydła przeznaczonego na wystawę stałą złożoną z dzieł polskich z kolekcji własnej Towarzystwa Zachęty. Ze względu na to, że z kamienicy zajmującej pozostałą część parceli Towarzystwo czerpało dochody, dalsze skrzydła gmachu przewidziane w projekcie nie zostały zrealizowane.
W trakcie oblężenia Warszawy w 1939 gmach ocalał pomimo poważnych zniszczeń okolicznych budynków. Po wywiezieniu zbiorów, w 1942 Zachęta została przekształcona w Haus der Deutschen Kultur (Dom Kultury Niemieckiej), w którym urządzano wystawy propagandowe. W Sali Matejkowskiej zamiast Bitwy pod Grunwaldem zawisły pruski orzeł i swastyka. Na ustawionej scenie odbywały się koncerty. Budynek został uszkodzony podczas powstania warszawskiego. Pomimo przygotowania do podpalenia gmach nie został zniszczony.
W kwietniu 1945 Biuro Odbudowy Stolicy rozpoczęło remont gmachu. Stał się siedzibą Naczelnej Dyrekcji Muzeów i Ochrony Zabytków i Państwowych Pracowni Konserwacji Zabytków. W 1951 gmach ponownie stał się miejscem wystaw i siedzibą Centralnego Biura Wystaw Artystycznych. W 1958 Ministerstwo Kultury i Sztuki zdecydowało o rozbudowie, która stała się możliwa, gdyż kamienica przy Królewskiej, która blokowała rozbudowę, uległa zniszczeniu w czasie wojny. Oskar Hansen, Lech Tomaszewski i Stanisław Zamecznik przedstawili koncepcję, według której gmach miał zostać uzupełniony o stalową, całkowicie przeszkloną konstrukcję, pozwalającą na dowolne kształtowanie wnętrza. Ruchome stropy na suwnicach umożliwiałyby również zmianę wysokości sal wystawienniczych. Projekt nie został jednak zrealizowany.
W 1982 rozpoczęto wznoszenie skrzydła północno-zachodniego według projektu Feliksa Dzierżanowskiego. W latach 1991–1993 budowę nadzorowała firma Dom i Miasto (Czesław Bielecki, Jerzy Heymer, Maria Twardowska, Michał Owadowicz, Tomasz Czerkawski), a następnie w latach 1993–1999 Autorskie Biuro Architektoniczne Barbary i Janusza Twardowskich. W trakcie prac przedłużono klatkę schodową w holu głównym umożliwiając bezpośrednie wejście do sali wystawowej w nowej części budynku. 14 grudnia 2000 nad wejściem do sali Narutowicza odsłonięto tablicę upamiętniającą Gabriela Narutowicza, który został zastrzelony w Zachęcie 16 grudnia 1922 oraz tablicę pamięci Wojciecha Gersona, współzałożyciela Towarzystwa, nad salą jego imienia.
Od 1900 w pałacu „Zachęty” mieściły się następujące instytucje:
- 1900 – 1942 – Towarzystwo Zachęty Sztuk Pięknych[6]
- 1942 – 1945 – Haus der Deutschen Kultur (Dom Niemieckiej Kultury, nazistowska instytucja kultury)
- 1949 – 1989 – Centralne Biuro Wystaw Artystycznych
- 1989 – 2003 – Państwowa Galeria Sztuki Zachęta
- 2003 – 2012 – "Zachęta" - Narodowa Galeria Sztuki[7]
- 2012 – obecnie – Zachęta – Narodowa Galeria Sztuki[8].

Budynek został wpisany do rejestru zabytków pod nr 705 z 1.07.1965.

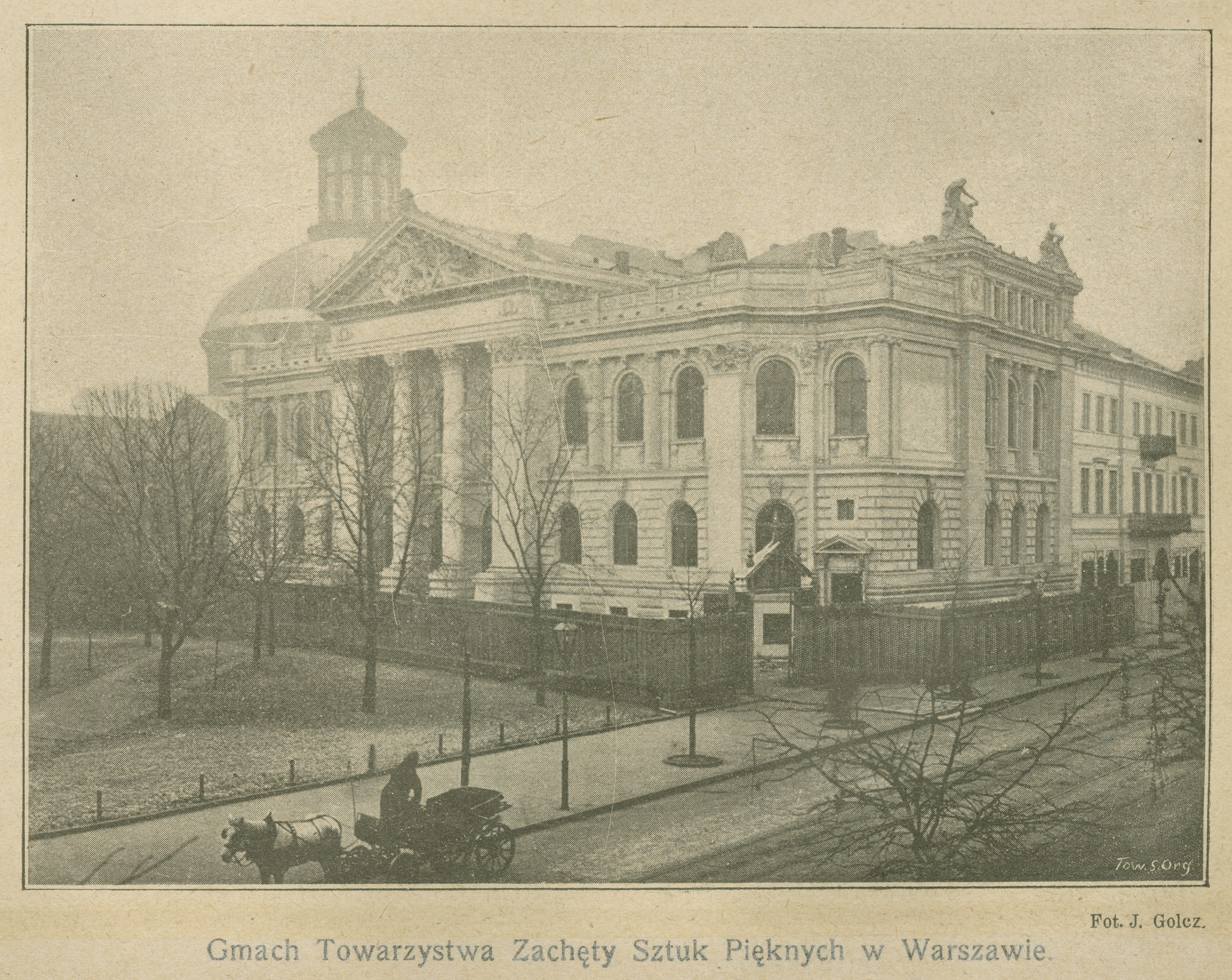
Front budynku, po prawej brak jeszcze skrzydła północnego, w jego miejscu kamienica, 1900
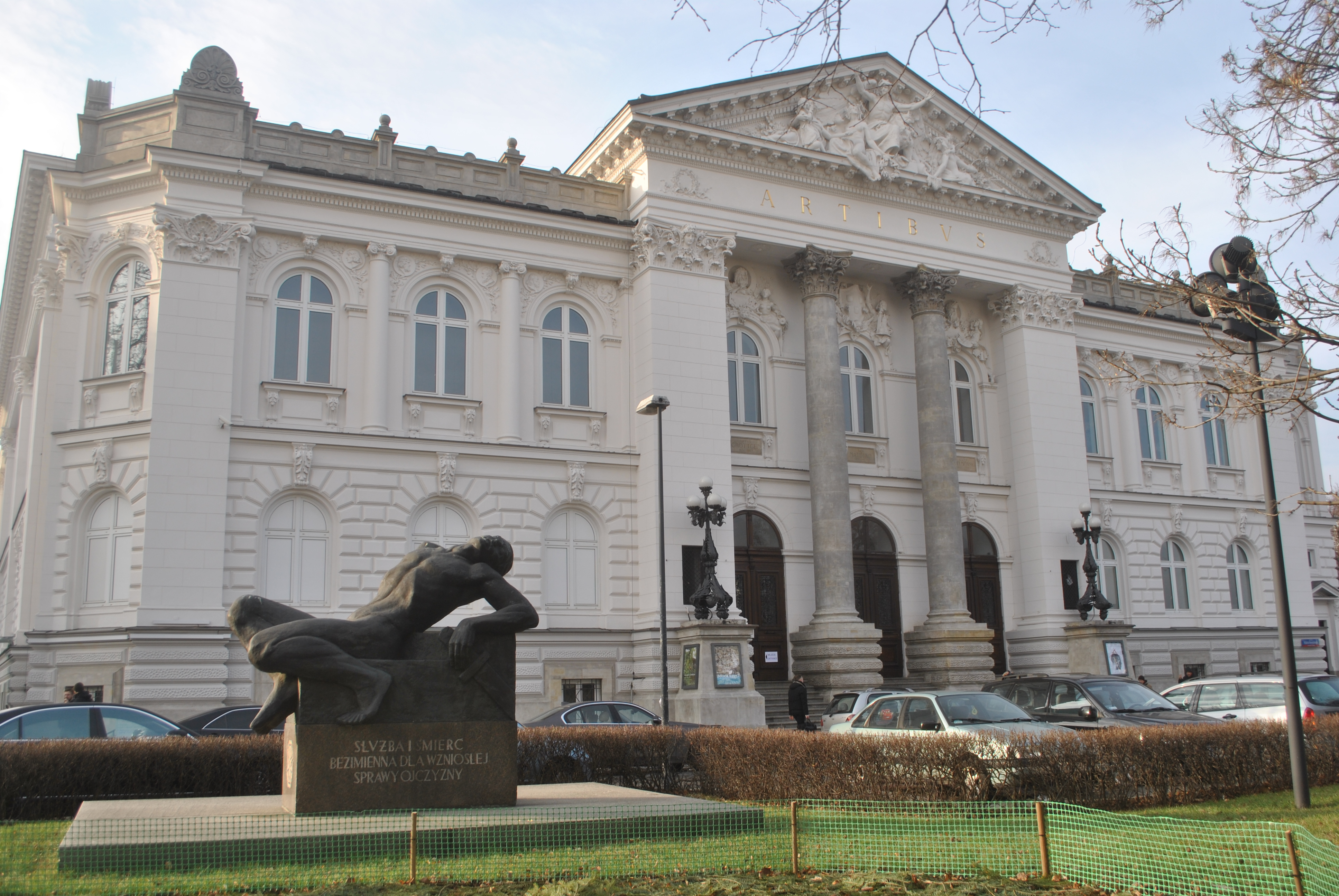
Gmach Zachęty i pomnik Peowiaka
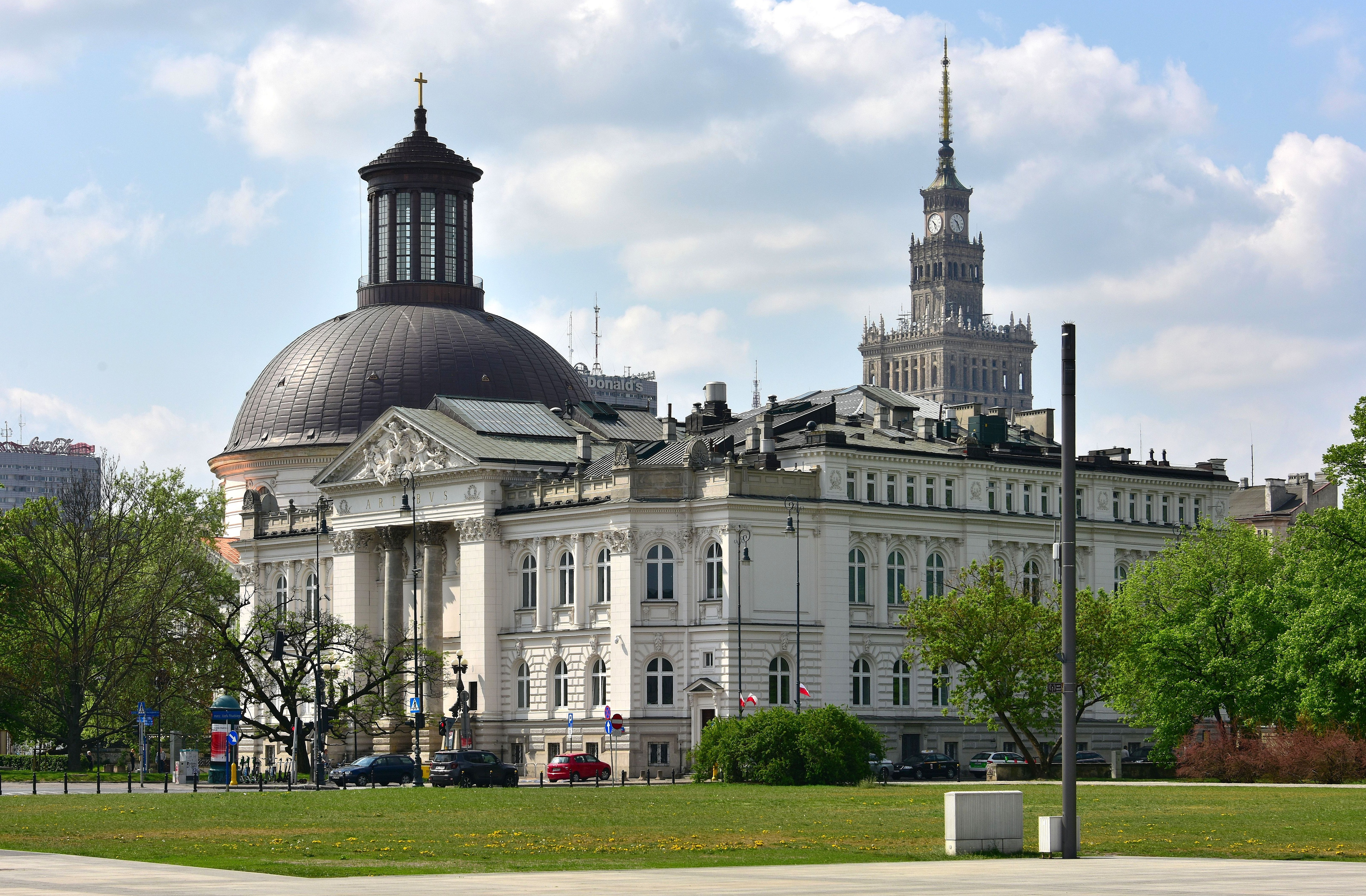
Budynek widziany od strony placu Piłsudskiego
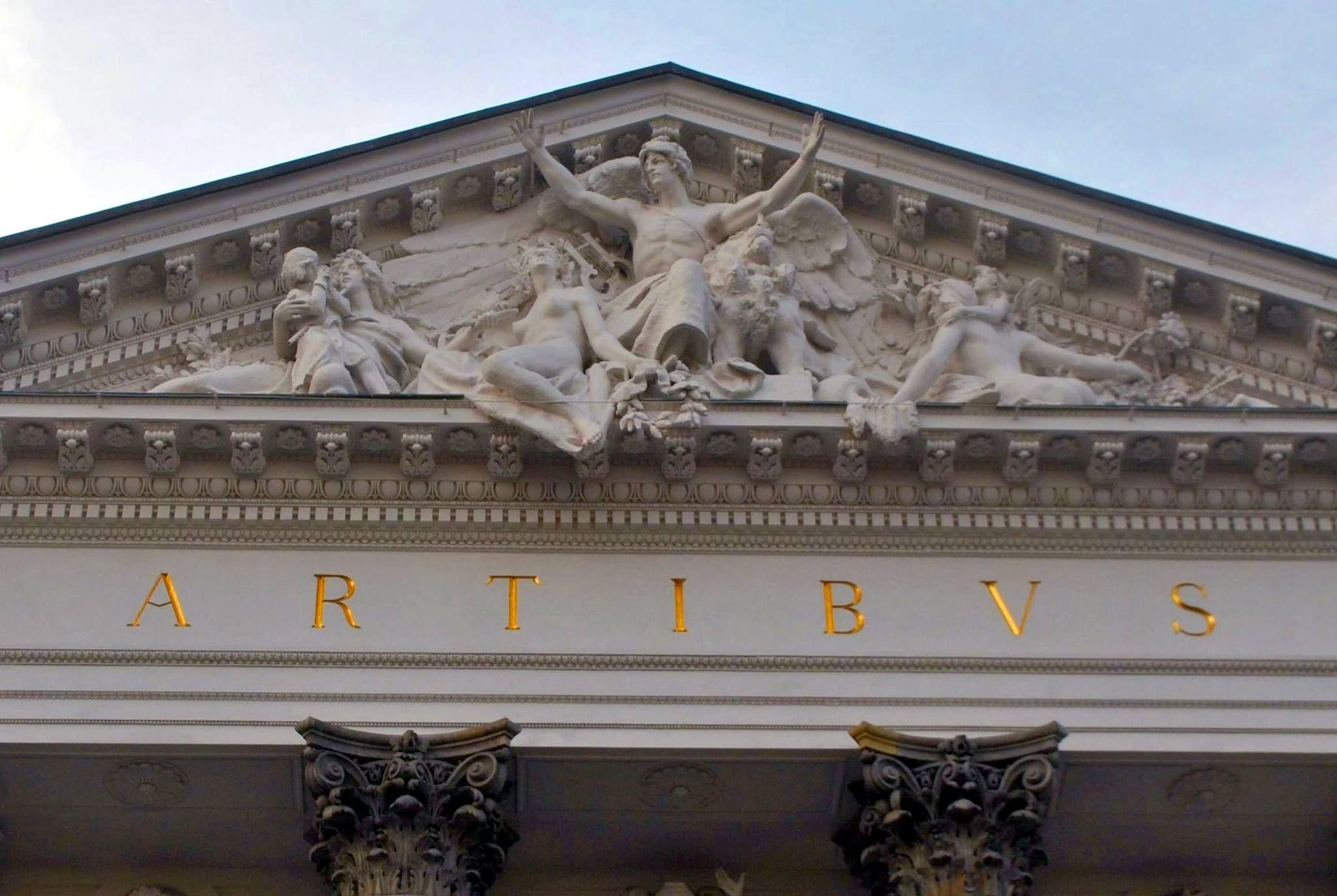
Motto 'Artibus' - 'Sztukom pięknym'
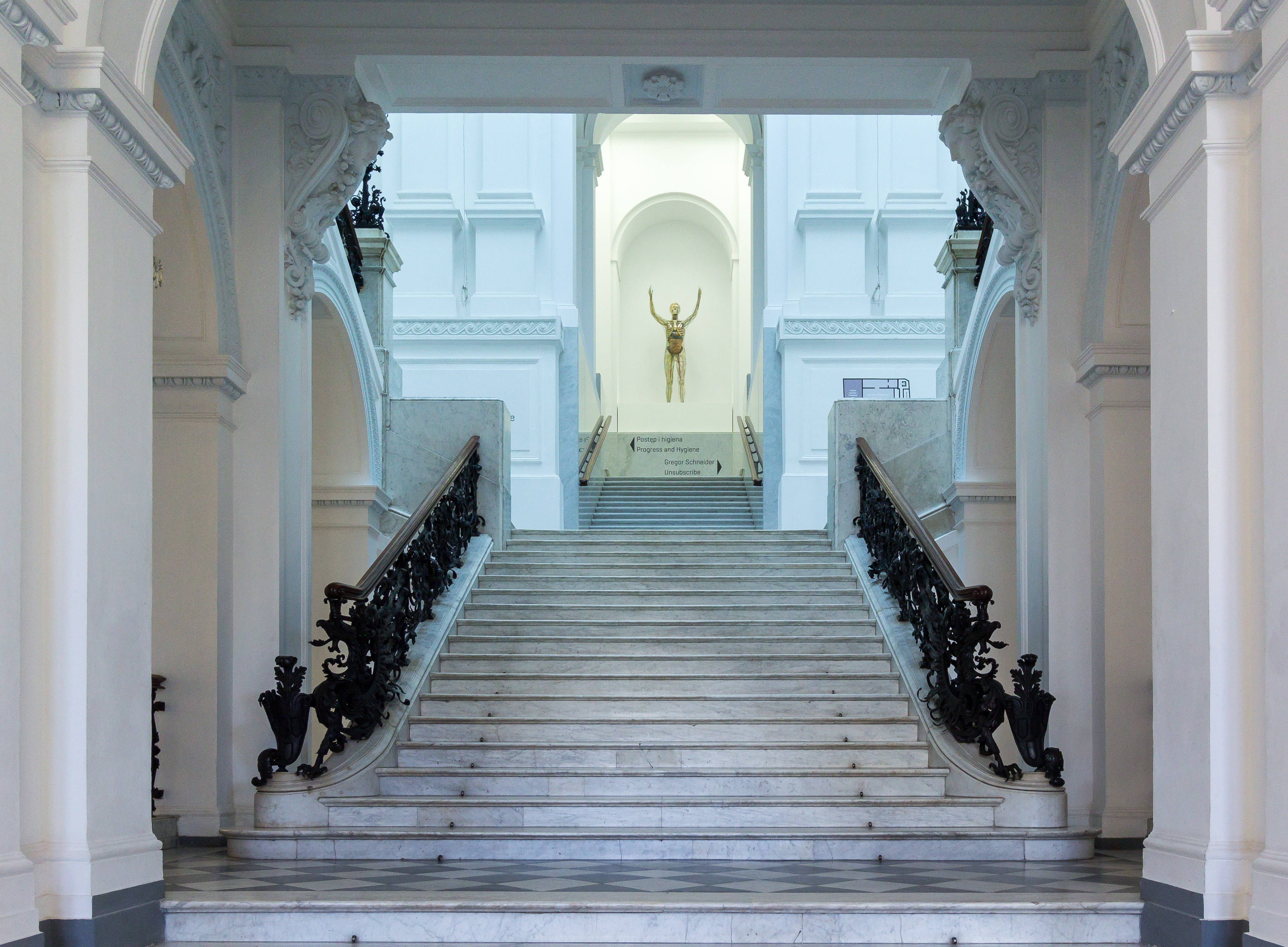
Hall główny
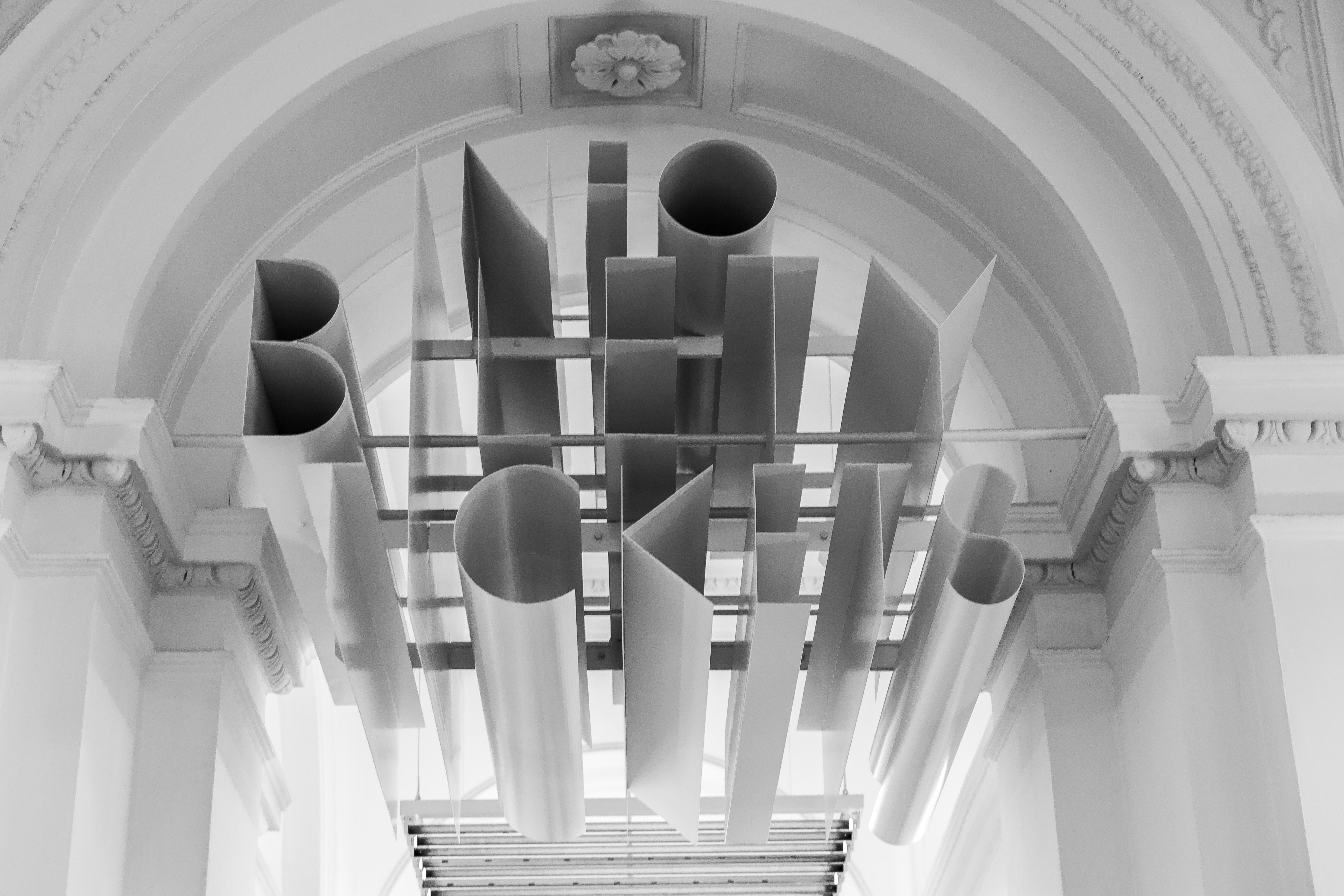
Kasa biletowa
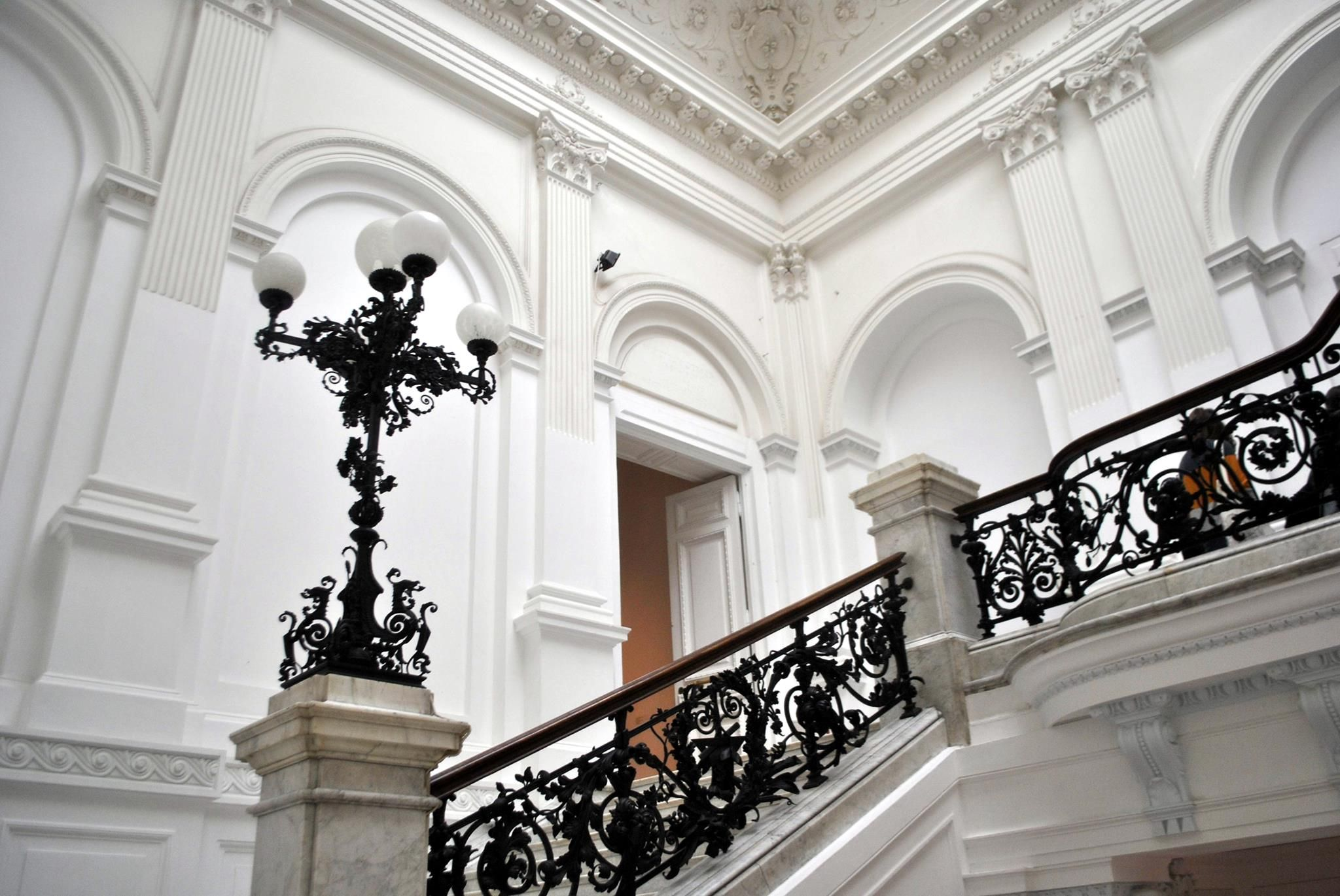
Wejście na piętro

## Historia

### Początki Zachęty
Historia Zachęty sięga 1860, kiedy w Królestwie Polskim powstało Towarzystwo Zachęty Sztuk Pięknych. Początkowo celem Towarzystwa było organizowanie wystaw, zakup dzieł sztuki do kolekcji narodowej i udzielanie pomocy młodym artystom. Obecna siedziba Zachęty, zaprojektowana przez Stefana Szyllera, wzniesiona dzięki wysiłkom Towarzystwa i hojności społecznej, stała się jednym z głównych warszawskich ośrodków sztuki, promującym nowe malarstwo.
Budowę siedziby rozpoczęto we wrześniu 1898, natomiast oficjalnego otwarcia dokonano 15 grudnia 1900.

### 20-lecie międzywojenne
16 grudnia 1922 w pałacu Zachęty został zamordowany pierwszy prezydent Rzeczypospolitej Polskiej Gabriel Narutowicz.

### II wojna światowa

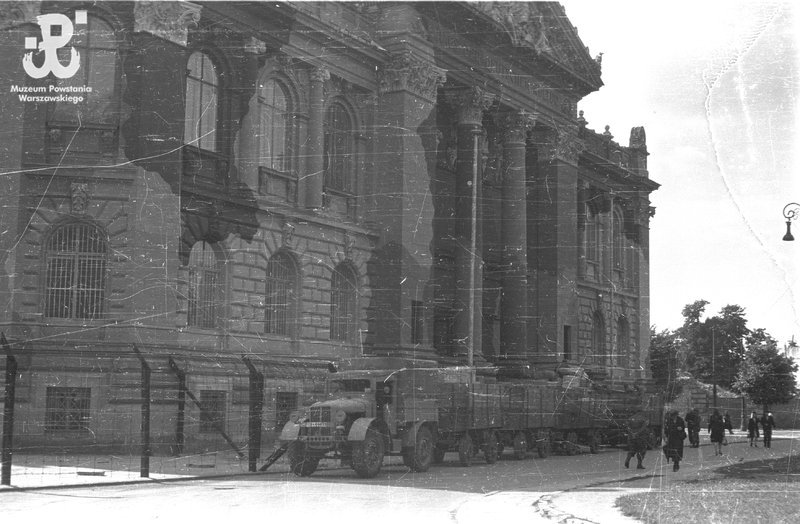
Niemiecka grabież zbiorów Zachęty, 1944

Podczas oblężenia Warszawy w 1939 płonęły sąsiednie budynki (kościół ewangelicko-augsburski oraz gimnazjum im. M. Reja), jednak gmach TZSP ocalał, choć doznał pewnych uszkodzeń. W czasie oblężenia Warszawy z budynku nie ewakuowano zbiorów, co więcej – nie przeniesiono ich nawet do piwnic gmachu. Spadające pociski przebijały dach i wybuchały w salach wystawowych, niszcząc wiszące na ścianach obrazy. Jedynym dziełem wywiezionym z "Zachęty" w czasie kampanii wrześniowej była znajdująca się tam wówczas "Bitwa pod Grunwaldem" Jana Matejki. W chwili kapitulacji Warszawy znajdowały się w nim zbiory i dokumenty Towarzystwa Zachęty Sztuk Pięknych. Gmach zarekwirowali okupanci, Towarzystwo Zachęty Sztuk Pięknych zostało rozwiązane, a większość zbiorów przewieziono do Muzeum Narodowego. Kilkaset obrazów transportowano w otwartych ciężarówkach, bez żadnych spisów czy protokołów tej procedury. Warszawska Zachęta została przekształcona w "Haus der Deutschen Kultur", w którym odbywały się propagandowe imprezy niemieckie.
W trakcie powstania bomba burząca i pociski artyleryjskie poważnie uszkodziły budynek. Wycofujące się niemieckie oddziały prawdopodobnie planowały podpalenie budynku, na co wskazywały znalezione tuż po wojnie na ścianach ślady oblania substancją palną.

### 1945–1989
Po drugiej wojnie światowej Towarzystwo Zachęty Sztuk Pięknych nie zostało reaktywowane. Jego zbiory zostały przeniesione do Muzeum Narodowego, gdzie dziś stanowią ważną część Galerii Malarstwa Polskiego. Gmach Zachęty został przeznaczony na siedzibę Centralnego Biura Wystaw Artystycznych, którego dyrektorami byli kolejno Armand Vetulani (1949–1954); Gizela Szancerowa (1954–1969); Wojciech Wilski (1969–1977).

### Po 1989
Po zmianach 1989 CBWA ulegało stopniowemu przekształcaniu, tracąc swój centralistyczny charakter. W 1994 na mocy zarządzenia Ministra Kultury i Sztuki została powołana Zachęta Państwowa Galeria Sztuki. 25 września 2003 decyzją ministra kultury Waldemara Dąbrowskiego, Galeria otrzymała status narodowej instytucji kultury i nazwę Zachęta Narodowa Galeria Sztuki.

## Działalność

### Działalność wystawiennicza
O planach wystawowych i działalności decydują Rada Programowa oraz Zespół Kuratorski, którym przewodniczy Dyrekcja. W skład Zespołu Kuratorskiego Galerii w latach 2009–2010 wchodziły: dr Agnieszka Morawińska (Dyrektor – do dnia 1 listopada 2010), Hanna Wróblewska (I z-ca dyrektora, w listopadzie 2010 p.o. dyrektora, od 1 grudnia 2010 dyrektor Galerii), Maria Brewińska, Magdalena Kardasz, Julia Leopold, Karolina Lewandowska (do sierpnia 2010), Anna Tomczak. W 2011: Hanna Wróblewska (Dyrektor), Maria Brewińska, Magdalena Kardasz, Julia Leopold (do lutego 2011), Anna Tomczak.
Skład Rady Programowej jest następujący: Jacek Dehnel, dr Rainer Fuchs, Piotr Gruszczyński, Beatrice Joss, Krzysztof Knittel, doc. dr hab. Marta Leśniakowska, prof. Andrzej Mencwel, Dorota Monkiewicz, prof. Mark Nash, prof. dr Piotr Piotrowski, prof. dr Krzysztof Pomian, prof. dr Maria Poprzęcka, prof. Jacek Sempoliński, Andrzej Starmach, prof. Maciej Świeszewski, Artur Żmijewski.

#### Kolekcja
Kolekcja stała Zachęty Narodowej Galerii Sztuki obejmuje dzieła współczesnej sztuki polskiej: malarstwa, rzeźby, instalacji, fotografii, kinematografii. Nie jest jednak ona prezentowana w formie stałej. Wystawy w Zachęcie to jedynie wystawy czasowe.

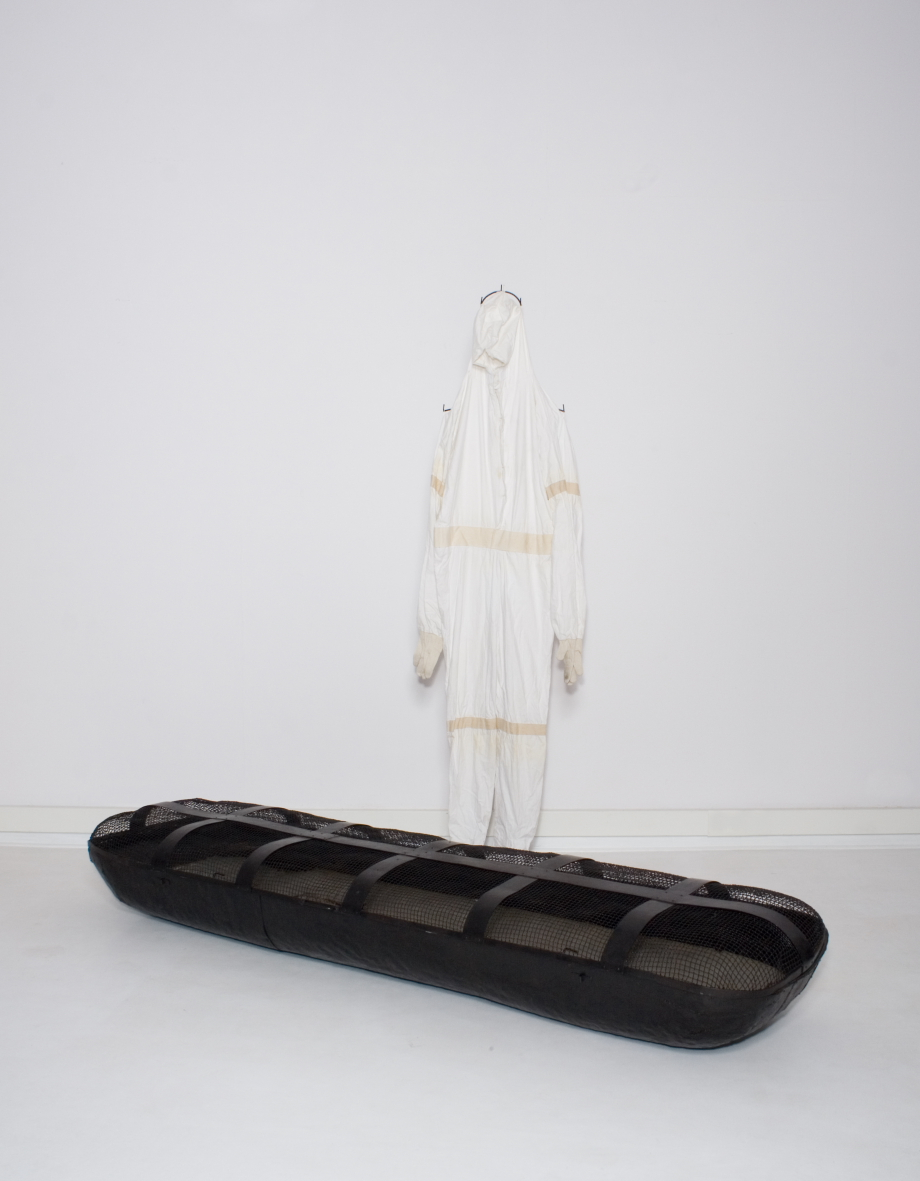
Paweł Althamer Łódź i skafander
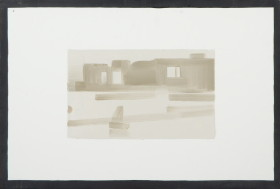
Rafał Bujnowski Obraz matki Whistlera
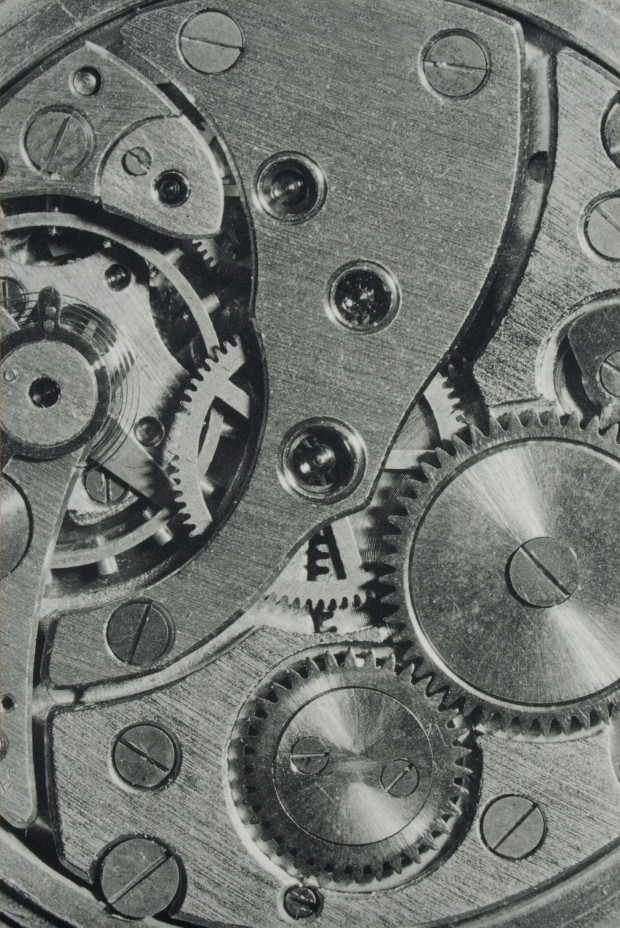
Zbigniew Dłubak Plansza dydaktyczna I /1-4/
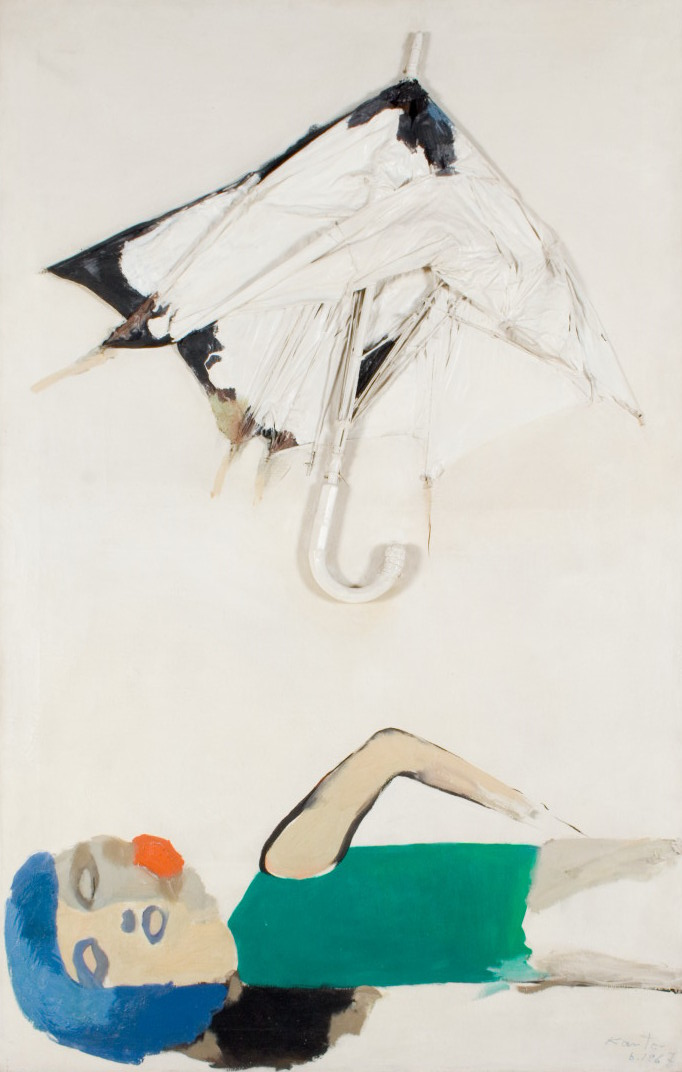
Tadeusz Kantor Parasol i kobieta
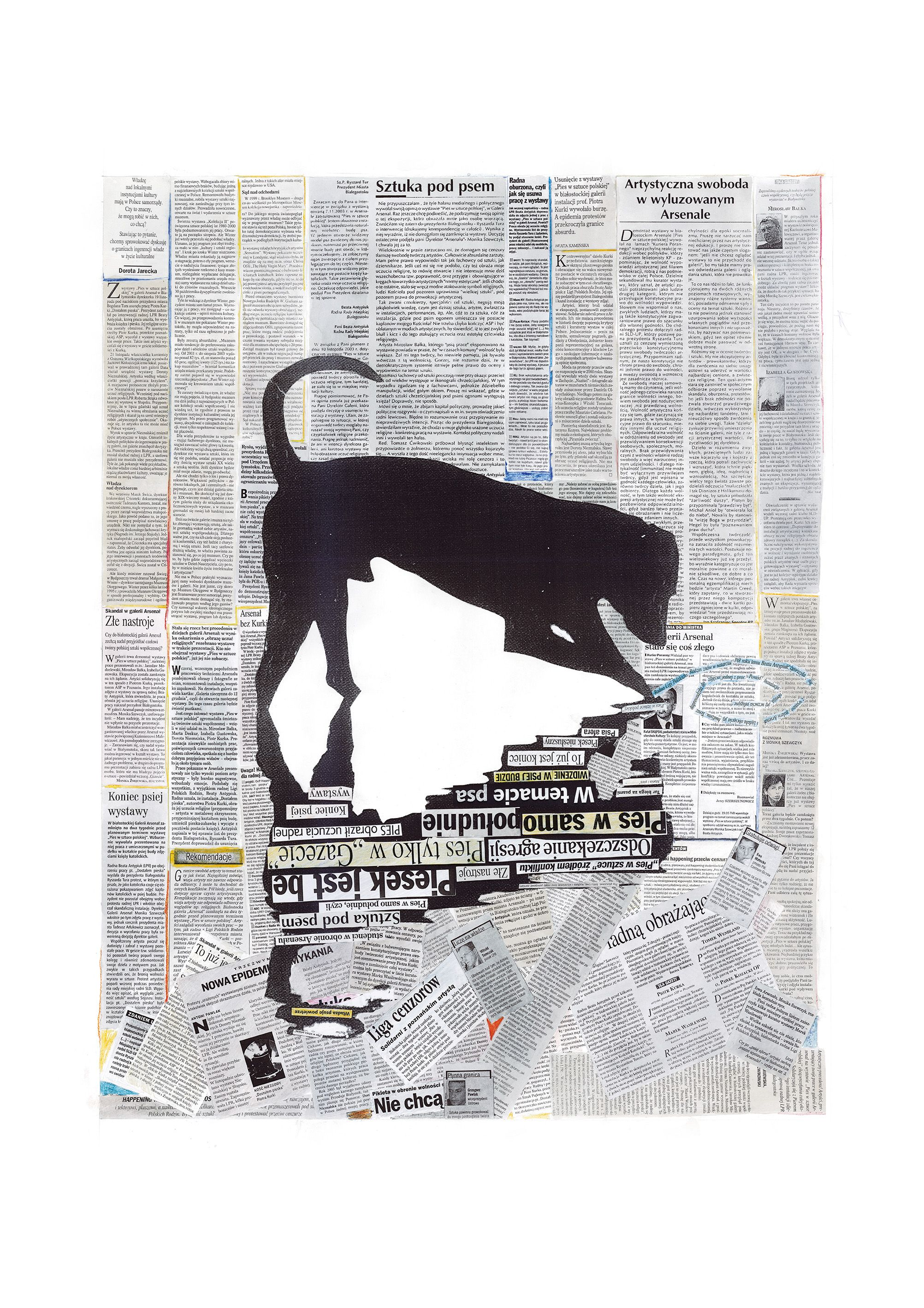
Goshka Macuga The Dog (Pies)
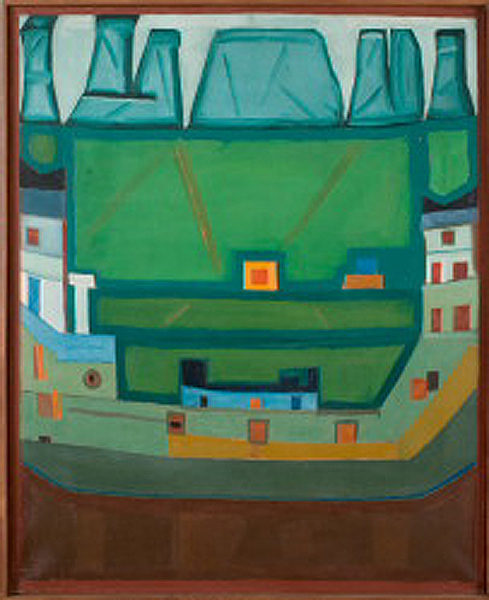
Jerzy Nowosielski Miasto u stóp gór (Pejzaż)
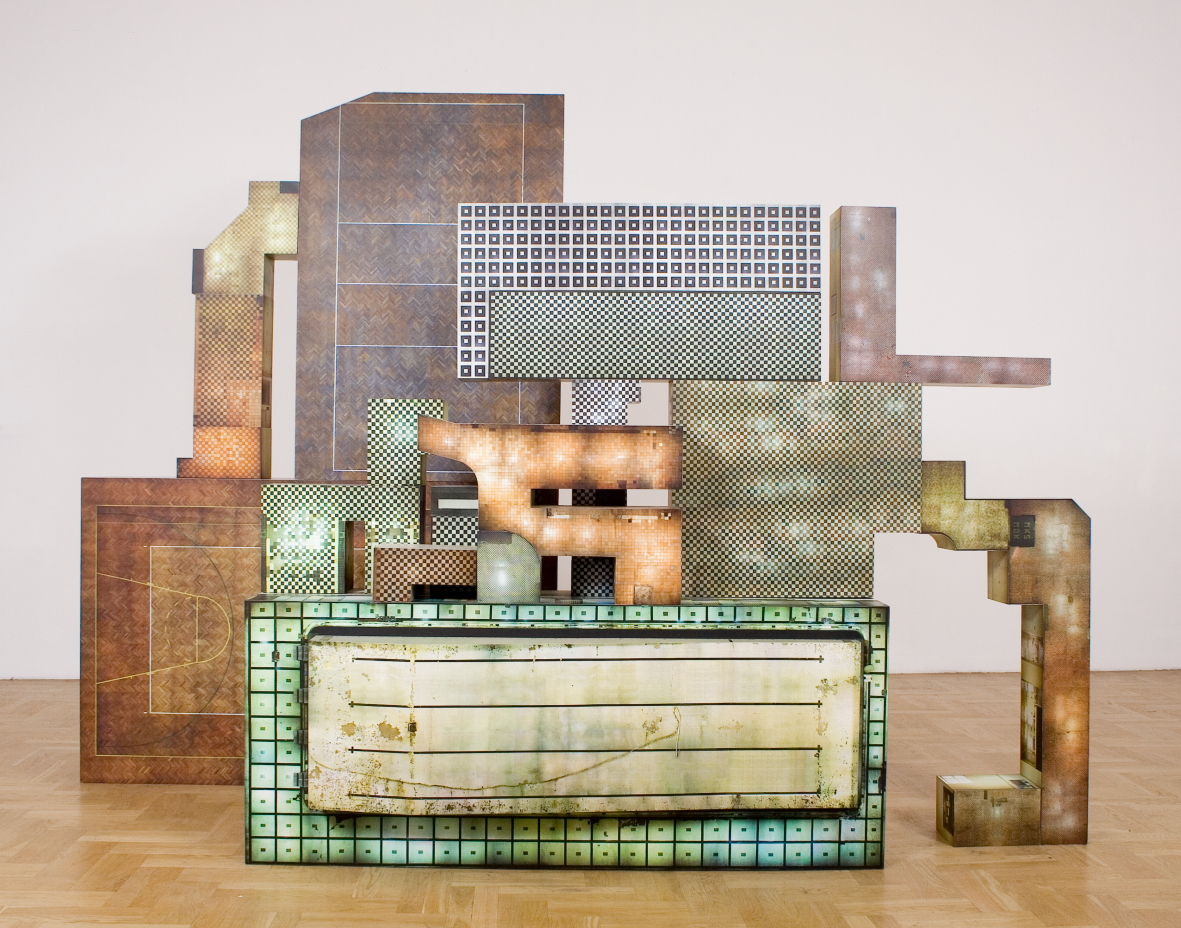
Aneta Grzeszykowska "YMCA"

### Biblioteka i Dział Dokumentacji
Biblioteka gromadzi:
- katalogi: katalogi wystaw artystów polskich tworzących w Polsce i za granicą, artystów zagranicznych tworzących w Polsce oraz katalogi wystaw cyklicznych; zbiór katalogów wystaw jest jednym z największych w Polsce,
- książki: publikacje na temat sztuki (współczesnej) oraz z dziedzin pokrewnych,
- czasopisma: polskie i zagraniczne na temat sztuki.

Biblioteka oferuje także pomoc bibliograficzną.
Dział Dokumentacji prowadzi dokumentację twórczości polskich artystów współczesnych (od 1945). Dokumentacja zawiera notatkę biograficzną, spis wystaw, w których brał udział artysta, wycinki prasowe oraz katalogi wystaw. Dokumentacja jest udostępniana tylko w formie prezentacyjnej (na miejscu w bibliotece).
W Galerii funkcjonuje także Księgarnia Artystyczna, gdzie dostępne są zarówno polskie, jak i zagraniczne książki o sztuce i z pokrewnych dziedzin, czasopisma, oraz katalogi wystaw Zachęty i Kordegardy. Można nabyć także gadżety reklamowe Zachęty.

## Dyrektorzy Narodowej Galerii Sztuki – Zachęta[11]
- Barbara Majewska (1990–1993)
- Anda Rottenberg (1993–2001)
- Agnieszka Morawińska (2001–2010)
- Hanna Wróblewska (2010–2021)
- Janusz Janowski (2022–2023)[12][13]
- Justyna Szylman (2023–2024, p.o.)[14][15]
- Agnieszka Pindera (od 2024)[16]